# Physetica sollennis
Physetica sollennis är en fjärilsart som beskrevs av Edward Meyrick 1914. Physetica sollennis ingår i släktet Physetica och familjen nattflyn. Inga underarter finns listade i Catalogue of Life.